# Allium cathodicarpum
Allium cathodicarpum är en amaryllisväxtart som beskrevs av Per Erland Berg Wendelbo. Allium cathodicarpum ingår i släktet lökar, och familjen amaryllisväxter. Inga underarter finns listade i Catalogue of Life.